# 非凡新聞台
非凡新聞台（英語：Unique Business News），是非凡電視台旗下的新聞頻道。是台灣第一個本土的專業財經新聞網，發展至今為台湾地区最具規模也是目前財經新聞頻道的第一品牌，提供全天候的財經新聞、本土財經訊息、全球性的觀點，更與國際財經脈動接軌，緊密連結呈現給觀眾零時差的新聞視野。

## 歷史

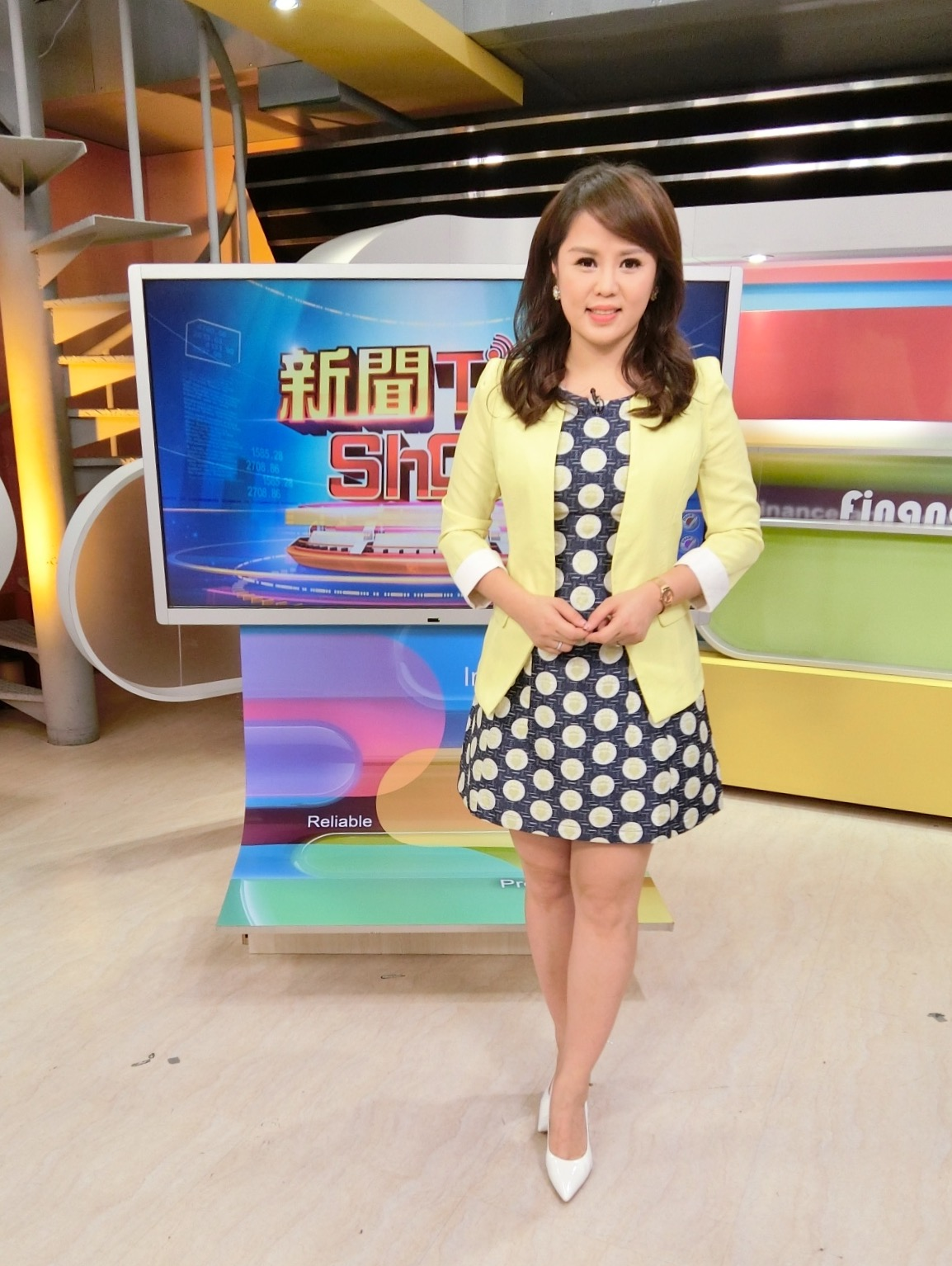
周俞君主持非凡新聞台節目《新聞Talk Show》

1997年，非凡新聞台之前身非凡新聞網開播，是台灣第一個本土的專業財經新聞網，主要播放產業資訊節目與財經新聞節目。新竹、台中、高雄採訪中心亦相繼成立。
2000年，非凡新聞網更名為非凡新聞台。2005年，非凡新聞台定頻第58頻道。
2007年，臺灣電視公司民營化，同時日立持有的台視股權賣給非凡電視台，非凡正式入主台視。同年12月2日，台視與非凡電視台首次合作，《台視晚間新聞》假日主播劉麗惠與非凡新聞台《非凡9點錢線新聞》主播胡睿涵共同專訪民主進步黨2008年中華民國總統選舉參選人謝長廷。
2008年12月，非凡新聞台的新聞資源開始與台視新聞共享，並在台視財經台同步播出部分時段節目。
2011年8月《Yahoo!奇摩新聞》公佈第六屆「理想新聞媒體大調查」報告結果，非凡新聞台於「理想電視新聞媒體」蟬聯亞軍。此外，以財經新聞見長的非凡新聞，更已連續五年攻下「最佳財經新聞」的龍頭寶座，並拿下新聞指標「生活資訊」第一名。
2013年，非凡電視台董事長黃崧榮獲中華民國全國中小企業總會第五屆國家磐石獎「關懷獎章」。同年首屆兩岸四地電視創新高峰論壇暨2013兩岸四地創新電視表彰典禮，共獲得三項獎項:「2013兩岸四地創新頻道十強」、「2013兩岸四地創新地面頻道四小龍」、《非凡大探索》節目獲得「2013兩岸四地最具原創活力電視生活服務欄目十強」。
2014-2015年第二屆兩岸四地廣播電視欄目評選，共獲得五項獎項:「2013-2014兩岸四地創新廣播電視頻道十強」、「非凡大探索」節目「2013-2014年度兩岸四地最具創新力廣播電視欄目」、「360行向前衝」節目獲得「2013-2014年度兩岸四地最具創新力綜藝廣播電視欄目」、「台灣真善美」節目獲得「2013-2014年度兩岸四地最具創新力社教廣播電視欄目」、「小資FUN輕鬆」節目獲得「2013-2014年度兩岸四地最具創新力生活服務廣播電視欄目」。
2015年9月21日起，啟用高畫質版本「非凡新聞台HD」。2016年「設計家TV」入圍第51屆金鐘獎「教育文化節目主持人獎」。同年「台灣真善美」獲105年第八屆星雲真善美新聞傳播獎，社會前進獎。
2015-2016年「財經八點檔」連續兩年入圍「卓越新聞獎」每日新聞節目獎。

## 現任非凡新聞部人員

### 管理層
| 黃崧（董事長） | 鄧美華（副總經理） | 傅秀玉（新聞部副理兼採訪中心主任） | 何墨儀（新聞部編審） |

## 非凡新聞台主播群
| - 陳韋如 - 鄧凱銘 - 劉祝華 - 張振驊 - 王軍凱 - 曹乃琪 - 許娸雯 - 胡凱淳 - 林思妤 - 李瀅瀅 - 賴家瑩 - 陳盈卉 - 朱思翰 - 高昱晴 - 貝庭 - 周恬吏 - 曾鐘玉 - 葉俞璘 - 溫婉廷 - 唐家儀 - 曹再蓤 - 黃友柔 - 《News金探號》：王軍凱 - 《就是愛住設計家》：岑永康、聶雲、劉傑中、周明璟、林奇葳、柯以柔 - 《美食按個讚》：高昱晴 - 《新聞特攻隊》：曹乃琪 - 《錢線百分百》：劉祝華、鄧凱銘 - 《非凡Morning Call》：陳韋如、鄧凱銘、葉俞璘、貝庭 - 《非凡最前線》：鄧凱銘、曾鐘玉 - 《非凡大探索》：賴家瑩、曹再蓤 - 《台灣真善美》：胡凱淳 - 《新聞Talk Show》：賴家瑩、王軍凱 - 《台灣真行》：黃瀞儀 | - 洪怡惠（曾任中視新聞主播） - 張心宇（現任壹電視新聞台主播、氣象主播、體育主播） - 張雅芳 - 黃斐瑜（現任TVBS《金臨天下》主持人) - 王慧文 - 李楚彥 - 張舜芬 - 鎖彬安 - 沈貝怡 - 王東琳 - 朱琦郁 - 劉涵竹 - 李文娟 - 王翎 - 詹宥虹 - 吳怡蓉 - 洪玟琴 - 詹璇依 - 黃齡誼 - 洪婉蒨 - 劉怡君 - 朱楚文（現任作家、IC之音廣播主持人） - 呂若潔 - 蔡孟樺 - 魏文元 - 林德欣 - 鍾依恬 - 黃俊嘉 - 侯婉筠 - 周俞君 - 胡睿涵（第一任《錢線百分百》主持人） - 曾翌萍 - 范育禎 - 陳乃瑄 - 陳玫均 - 呂佳宜 - 葉芷娟 - 陳韻羽 - 柯幸宜 - 蔡佳芸 - 朱芳君 - 王夢萍 |

## 節目
| 晨間新聞 - 非凡6點晨間新聞 - 非凡Morning Call - 非凡最前線 | 午間新聞 - 非凡2點午間新聞 - 非凡3點午間新聞 | 整點新聞 - 非凡4點整點新聞 - 錢線快報 | 晚間新聞 - 非凡7點晚間新聞 - 財經八點檔 - 錢線百分百（台視財經台同步播出） | 夜間新聞 - 非凡夜線新聞 - 非凡深夜新聞 | 其他節目 - 非凡大探索 - 台灣真善美 - NEWS金探號 - 360行向前衝（初期在《台灣真善美》播出） - 美食按個讚 - 新聞特攻隊 - 金融曼哈頓 - 新聞Talk Show - 設計家 - 台灣真行 - 台灣名人堂 - 富比士地產王 - 科技軟實力 - 熱線追蹤(台視) - 歷史風雲錄(台視) - 全民i彩券(與三立iNEWS聯播) |

## 外部連結
- 非凡新聞台 （页面存档备份，存于）（繁體中文）
- USTV非凡新聞的Instagram帳戶